# 上林村 (湖州市)
上林村位於織里鎮的東部，東側緊臨申蘇浙皖高速公路，並與南潯鎮隔東上鄰村相望，西與中心村軋村相臨，北臨著名的四大淡水湖之一太湖。村域中部有村莊公路連接中心村軋村，沿村莊公路向西可達織里鎮區，距離織里鎮約8公里，交通條件相對便利。 
村域內現有21個自然村，共653戶，總人口2586人，村域面積約3.03平方公里，其中耕地面積3299畝。
上林村的效益農業和工業經濟發展良好，2007年全村生產總產值4936萬元。2007年農民人均收入為10448元。